# Сена і Марна
Сена і Марна (фр. Seine-et-Marne) — департамент Франції, один з департаментів регіону Іль-де-Франс. 
Порядковий номер 77.
Адміністративний центр — Мелен. 
Населення 1,194 млн чоловік (12-е місце серед департаментів, дані 1999 р.).

## Географія
Площа території 5 915 км².
Департамент включає 5 округів, 43 кантони і 514 комун.

## Історія
Сена і Марна — один з перших департаментів, утворених під час Великої французької революції в березні 1790 р. Виник на території колишньої провінції Іль-де-Франс. Назва походить від річок Сена і Марна.